# Tucson Convention Center
Tucson Convention Center (anteriormente conhecido como Tucson Community Center) é um centro de convenções localizado na cidade de Tucson, Arizona. Construído em 1971, o local é integrado por uma arena com capacidade de 8,962 assentos, além de duas salas de espectáculos. Em 2015, o complexo foi incluído no Registro Nacional de Lugares Históricos.